# Hilimbuasi (Lolofitu Moi)
Hilimbuasi is een bestuurslaag in het regentschap Nias Barat van de provincie Noord-Sumatra, Indonesië. Hilimbuasi telt 1442 inwoners (volkstelling 2010).